# Content marketing
Content marketing (marketing treści) – strategia marketingowa polegająca na regularnym tworzeniu oraz dystrybucji atrakcyjnych i przydatnych treści, które mają za zadanie zainteresować i utrzymać ściśle sprecyzowaną grupę odbiorców, tak aby nakłonić ich do działania (np. zakupu produktów lub usług) przynoszącego zysk. Marketing treści, w odróżnieniu od tradycyjnych form marketingu, opierających się na jednostronnym przekazie reklamowym, bazuje na budowaniu długotrwałych relacji z odbiorcą.
Ze względu na rozwój mechanizmów do blokowania reklam graficznych w internecie, content marketing zyskał w ostatnich latach większą popularność.
Content marketing najczęściej przybiera formę treści publikowanych w internecie takich jak artykuły, webinaria, evideo, podcasty, infografiki, poradniki, raporty itd., których podstawowym zadaniem jest dostarczenie internautom wiarygodnych i pożądanych przez nich wiadomości i informacji związanych z daną branżą, dzięki czemu obie strony, zarówno firma, jak i potencjalny klient, odnoszą korzyści. W szerszym rozumieniu content marketing obejmuje również treści tworzone poza Internetem: w prasie branżowej, gazetkach, folderach, ulotkach, katalogach, poradnikach drukowanych, książkach itd.
Content marketing jest ściśle związany z pojęciem tzw. marketingu wirusowego, czyli działaniami marketingowymi, których celem jest budowanie świadomości marki poprzez nakłonienie odbiorców do samodzielnego rozpowszechniania informacji na temat danej firmy, oferowanych przez nią produktów bądź usług. Żeby osiągnąć ten cel, specjaliści od content marketingu stosują różne techniki docierania do potencjalnych klientów. Do najpopularniejszych kanałów przekazu należą fora i media społecznościowe (Facebook, Twitter, LinkedIn, YouTube itp.) oraz blogi branżowe, które umożliwiają szybkie rozpowszechnianie treści marketingowych. Do tego celu wykorzystywany może być m.in. real-time marketing.
Content marketing jest jedną z głównych technik wykorzystywanych w tzw. inbound marketingu, czyli rodzaju marketingu internetowego, którego działania skoncentrowane są na byciu odnalezionym przez potencjalnych klientów, w przeciwieństwie do outbound marketingu, nakierowanego na aktywne poszukiwanie klienta. W tym kontekście marketing treści – jako strategię tworzenia treści pożądanych przez klientów – przeciwstawia się często tzw. marketingowi rozpraszającemu (ang. interruption marketing), czyli formom reklamy odwracającym uwagę i niepożądanym.

## Formaty treści w content marketingu
Jedną z form content marketingu, obok infografik, filmów i raportów, są teksty. Twórcy mają możliwość dostosowania formy tekstu do odbiorcy, a także do obranej przez firmę strategii komunikacji. Do często stosowanych form content marketingu należą takie rodzaje tekstów jak:
- blogi firmowe – mogą być podstroną witryny internetowej lub funkcjonować pod niezależnym adresem internetowym
- poradniki – treść ekspercka powiązana z oferowanymi produktami i usługami, porady dla kupujących
- treści eksperckie – artykuły pisane przez ekspertów w branży, dostarczają rzetelnych informacji nie tylko o ofercie
- wywiady – prezentacja marki w rozmowie, np. wywiad z prezesem firmy opublikowany w magazynie branżowym
- recenzje – najbardziej efektywne, jeśli dokonywane są przez osoby cieszące się zaufaniem, np. przez blogerów
- opisy produktów – teksty o produktach, które stanowią dopełnienie do wymienianych na karcie produktowej parametrów i cech charakterystycznych

## Dobór kanału
Częstym błędem podczas projektowania kampanii w oparciu o content marketing jest ignorowanie znaczenia kanałów, które docelowo posłużą do kontaktu z odbiorcą. Należy pamiętać, że content marketing nie tylko daje możliwość przygotowania treści pod kątem odbiorcy, ale umożliwia określenie zaufanych przez niego kanałów medialnych. Jest to nadzwyczaj istotne w erze nadmiaru źródeł internetowych. Nie każdy użytkownik Facebooka codziennie przegląda z zaangażowaniem aktualizacje, tak jak nie każdy użytkownik przegląda codziennie twitty obserwowanych osób czy firm. Content marketing daje możliwość poznania predyspozycji odbiorcy w zakresie wyboru źródła informacji, co w konsekwencji sprawia, że odbiorca, czytając treść przystosowaną do jego preferencji, w portalu, który jest dla niego źródłem zaufanych informacji, nie podważa danej informacji, lecz chętnie ją akceptuje.

## Content marketing a optymalizacja dla wyszukiwarek internetowych
W przypadku treści publikowanych w Internecie, istotnym zadaniem content marketingu jest optymalizacja dla wyszukiwarek internetowych (SEO, Search Engine Optimization). Publikowanie atrakcyjnych, popularnych wśród internautów artykułów, sprzyja budowaniu linków prowadzących do danej strony, a tym samym, znacznie zwiększa jej wiarygodność i pozycję w wynikach wyszukiwania.
W procesie optymalizacji treści odgrywają kluczową rolę. Aby wspierać pozycjonowanie strony, powinny zawierać słowa kluczowe, na które strona ma być widoczna w top 10 wyszukiwarki. Algorytmy Google, które oceniają treść strony internetowej, badają także jakość i wartość tekstów. Rosnące wymagania wobec tekstów, sprawiły, że pozycjonerzy zaczęli odchodzić od prostych tekstów ze słowami kluczowymi, tzw. precli, na rzecz content marketingu, czyli bogatych i interesujących tekstów, które przy okazji zawierają frazy. Wartość tekstu dla pozycjonowania pod wieloma względami pokrywa się z wartością dla użytkownika.
Google ocenia wysoko teksty:
- napisane poprawnie – bez błędów
- naturalne – nieprzesycone słowami kluczowymi
- przejrzyste – podzielone na akapity, z nagłówkami, wypunktowaniami
- bogate – zawierające materiały dodatkowe – video, zdjęcia, wykresy, infografiki
- unikalne – niepublikowane na innych stronach internetowych

## Dopasowanie do osobowości odbiorcy
W 2012 roku polski psycholog Michał Kosiński wykorzystał metodę OCEAN, czyli opartą na teorii wielkiej piątki metodę badania osobowości. Pomimo że sama metoda powstała w latach osiemdziesiątych ubiegłego stulecia, to, aby trafnie określić profil osobowościowy danej osoby, wymagane było udzielenie odpowiedzi na dziesiątki pytań. Rewolucyjność w badaniach Kosińskiego polegała na tym, że jako pierwszy wykorzystał metodę OCEAN w analizie profilu w mediach społecznościowych, a dokładniej na Facebooku. Udowodnił, że analizując treść polubionych przez osobę treści, można trafnie określić, jaki ma typ osobowości.
Metoda ta została podchwycona przez różne organizacje. Między innymi przez agencję Cambridge Analytica, która odpowiadała za prowadzenie kampanii prezydenckiej Donalda Trumpa w 2016 roku. Jego sztab dopasowywał kierowaną treść do osobowości odbiorców. Używał argumentów trafiających w dany typ osobowości.
Metoda ta jest odrębnym nurtem content marketingu. Jej fenomen polega na uznaniu osobowości odbiorcy za bardziej istotny element, niż jego hobby czy zainteresowania. Pozwala budować treść w sposób przemawiający do osobowości człowieka. Do osoby neurotycznej przemawiać będą argumenty grające na jej emocjach, a do osoby o charakterze analitycznym, najlepiej przemówią treści poparte statystykami.
Metoda ta w rozumieniu praktycznym i komercyjnym jest rozwiązaniem świeżym. Nie mniej jednak analiza kampanii prezydenckiej Donalda Trumpa ukazuje skuteczność tego nurtu, oraz pozwala zauważyć, że stosowanie content może skutecznie zmniejszyć koszta przeprowadzanej kampanii.

## Strategia w content marketingu
W przypadku dużej liczby zamieszczanej treści w ramach jednego projektu należy sporządzić strategię publikacji. Sporządzenie strategii powinno zacząć się od sprawdzenia dotychczasowych aktywności, audytu treści, audytu SEO, analizy konkurencji. Następnie konieczne jest wyznaczenie celu i grupy docelowej content marketingu. W następnym etapie należy stworzyć kalendarz redakcyjny.